# Tepelenë
Tepelenë (forma primaria en albanés: Tepelena, turco: Tepedelen, griego: Τεπελένιον, Tepelénion) es un municipio y villa de la Albania meridional. Hasta 2000 fue la capital del distrito homónimo.

## Localización

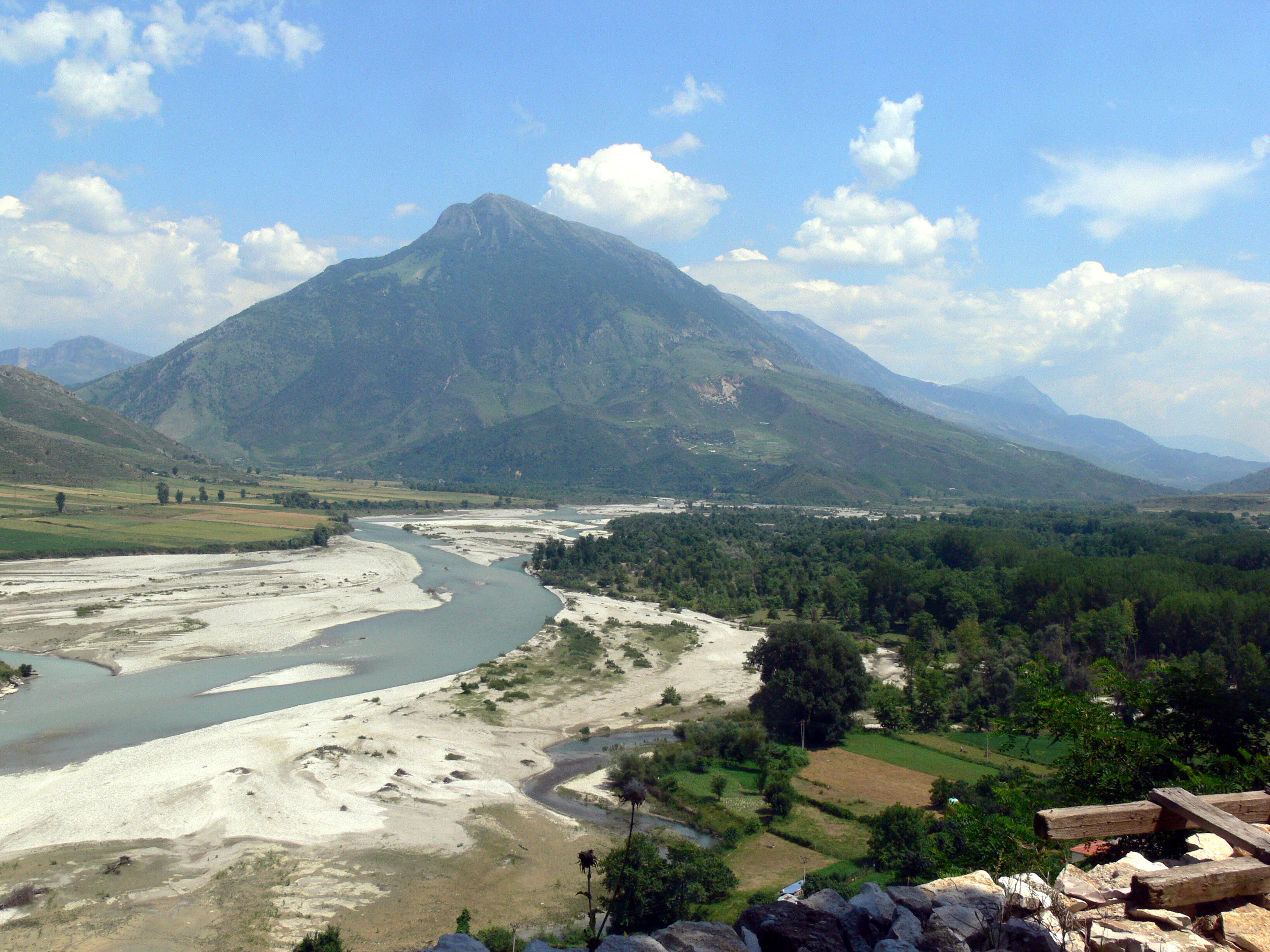
El río Vjosë a su paso por Tepelenë.

La población se extiende en una alta meseta en la margen izquierda del río Vjosë, a unos tres kilómetros aguas abajo de su unión con el Drino. El nombre significa "Cerro de Helena".
Su ubicación es importante estratégicamente y hay una ciudadela en ruinas que ocupa un punto a 300 metros sobre el río. Ali Pasha nació en la aldea cercana de Hormova. Unos pocos kilómetros al norte se encuentra la población de Kelcyra, segunda más importante del distrito, y lugar donde se abren los valles tras la garganta Gryka e Këlcyrës.
Tepelena siempre ha sido un importante centro de transporte en el montañoso sur de Albania. Es el camino principal entre Fier y Gjirokastra. Fier se encuentra a 75 kilómetros al noroesste y Gjirokastra, 30 kilómetros, al sureste, que es de 30.  Al este existen desvíos hacia Përmet y Korçë.

## Datos históricos
En la antigüedad la zona de la ciudad se encontraba en las fronteras de las ciudades-estado ilirias de Bilide, Antipatreia y Amantia.
En el cercano Paso de Aous (" Aoi Stena "),  un ejército macedonio cerró el paso a Epiro y en 196 a. C. , una batalla decisiva, la batalla del Aoo tuvo lugar entre el ejército romano, comandado por el cónsul Tito Quincio Flaminino y los macedonios comandados por Filipo V. Después de un intento de tregua y una batalla inconclusa, el ejército romano fue dirigido por un pastor a un punto donde los macedonios podían ser atacados y los romanos ganaron.
En el momento de la regla romana, la región fue parte de la provincia de Epirus Nova. En el siglo IV o V pudo iniciarse la construcción de la primera fortificación. Al final de la IX la región fue asignada a la bizantina Nicópolis.
Los bizantinos construyeron una torre defensiva, que fue reforzada por los turcos en el siglo XV.
En 1492, las expediciones punitivas del sultán Bajazitit II se asientan en Tepelena durante 24 días.
La ciudad en sí sólo surgió en el período otomano. Alrededor de 1600 empezó la islamización de la zona.
Entre el siglo XVIII y XIX, Ali Pasha residió alternativamente aquí y en Ioánina. 
En 1809, el poeta inglés Lord Byron fue invitado de Ali Pasha y escribió un poema sobre la hospitalidad albanesa. Otro inglés, David Erhart, visitó la ciudad en noviembre de 1813 y describió su belleza.
El castillo fue reconstruido y reformado lujosamente en 1819, con un área de 4.5 hectáreas, con tres puertas y tres torres.   
En 1847, el escritor británico Edward Lear visitó la ciudad y tomó nota de los edificios devastados. 
Los revolucionarios de los Jóvenes Turcos se reunieron en Tepelenë en febrero de 1909, con los nacionalistas albaneses en un intento de persuadirles a unirse a ellos.
En 1918 se fundó el Club Unión Patriótica, con la participación de Avni Rustemi, que en ese momento era maestro en Tepelën.
En 1920, un terremoto destruyó la ciudad y fue completamente reconstruido después: la tradición local dice que si Tepelenë supera los 100 edificios de entonces será destruido. En el mismo año, 400 soldados italianos se rindieron aquí a los albaneses, durante la Batalla de Vlora.
El 7 de abril de 1939 desembarcaron las fuerzas italianas en Albania y tomaron el control del país y de Tepelenë. Fue ocupada por Grecia entre el 6 de diciembre de 1940 y el 14 de febrero de 1941.

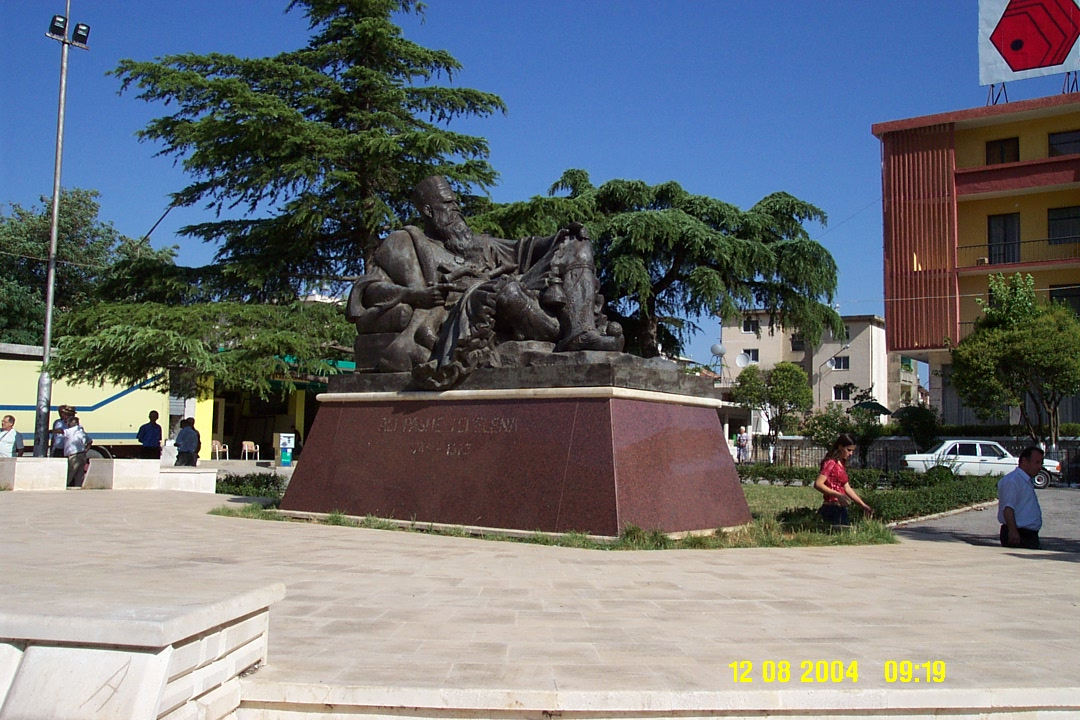
Monumento a Ali Pasha.

El campamento local del ejército italiano fue convertido en la posguerra en un campo de trabajos forzados por el régimen comunista. Tenía una mala reputación por su brutalidad y la insalubridad y se conoce como el "Bergen-Belsen albanés ". Fue cerrado en la década de 1950 después de que una epidemia de cólera hubiese matado a la mayoría de los reclusos.
En 1997, Tepelenë se convirtió en un punto focal para el levantamiento contra el gobierno de Sali Berisha. Un comité popular se hizo cargo de la ciudad en marzo y liberaron al político de la oposición Fatos Nano, de la cárcel local. El movimiento se extendió a Gjirokastër durante el mes de marzo y las armas fueron distribuidas desde Tepelenë.

## Escudo de la ciudad
Tepelena es una de las pocas ciudades de Albania, que mantiene un escudo de armas. En un campo rojo, erecto león de oro en una pared de castillo negro, con torres. Es una reminiscencia de Ali Pasha, quien también fue llamado León de Ioannina.

## Economía
La planta embotelladora de agua mineral es la empresa local más importante. Se encuentra a unos pocos kilómetros al sur en la fuente uje i Ftohtë.
El club de fútbol local es el SK Tepelena. 
Dispone de un hotel en el centro de la ciudad y gasolinera.
Hay escuela primaria y secundaria y Hospital.

## Población
En el siglo XVII contaba con 250 casas.
| 11 287                     | 11 500 | 12 100 | 11 955 | - |
| (Fuente: [cita requerida]) |        |        |        |   |

(datos de geonames.org)

## Visita de la ciudad

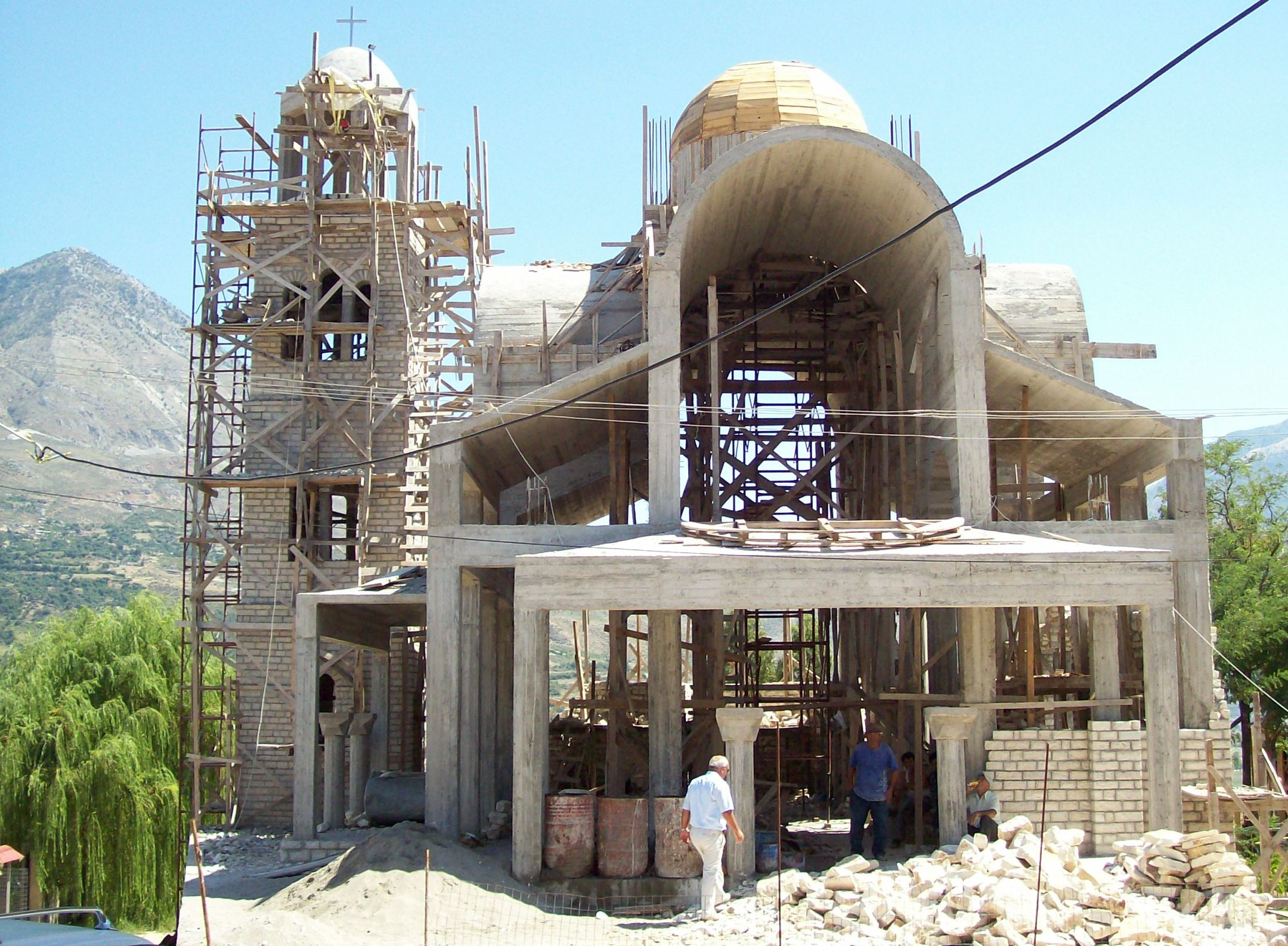
La iglesia nueva en agosto de 2006.

La visita a la ciudad antigua es sencilla de realizar. Hay una calle principal y una plaza con el hotel la gasolinera y la estatua de Ali Pasha. Desde allí parte la carretera principal que conduce a Gjirokastër y Vlorë.
- La fortaleza, del siglo XV se encuentra en estado ruinoso.
- Debajo del castillo, conserva restos de un puente importante, la primera parte de los arcos del siglo segundo. Reconstruido en otras cinco etapas desde el siglo VI hasta el siglo XIX.
- Existen algunos monumentos escultóricos en la población: 
  - el Monumento a los Héroes, grupo de tres bustos en brnce sobre columnas de mármol blanco.
  - el Memorial de la Guerra, en el cementerio de la ladera de la montaña.
  - el Monumento a Ali Pasha (2002)
  - el relieve de Lord Byron, placa conmemorativa en la muralla.
  - el Monumento a Sulam Musavi (1869-1920) busto en bronce sobre peana de hormigón
  - el Monumento a Nimete Progonati (1929-1944), busto en bronce dorado